# Tmarus posticatus
Tmarus posticatus là một loài nhện trong họ Thomisidae.
Loài này thuộc chi Tmarus. Tmarus posticatus được Eugène Simon miêu tả năm 1929.